# Xã Busseron, Quận Knox, Indiana
Xã Busseron (tiếng Anh: Busseron Township) là một xã thuộc quận Knox, tiểu bang Indiana, Hoa Kỳ. Năm 2010, dân số của xã này là 1.393 người.